# Styphlodromus
Styphlodromus es un género de coleópteros adéfagos de la familia Carabidae.  Tiene una sola especie, Styphlodromus bicolor.